# Wall (Northumberland)
Pour les articles homonymes, voir Wall.
Wall est une paroisse civile et un village du Northumberland, en Angleterre.